# Anocellidus profundus
Anocellidus profundus is een platworm (Platyhelminthes). De worm is tweeslachtig. De soort leeft in het zoute water.
Het geslacht Anocellidus, waarin de platworm wordt geplaatst, wordt tot de familie Anocellidae gerekend. De wetenschappelijke naam van de soort werd voor het eerst geldig gepubliceerd in 2006 door Quiroga, Bolanos & Litvaitis.